# Bombardeo de Kassa
El bombardeo de Kassa fue un ataque aéreo que tuvo lugar el 26 de junio de 1941, cuando tres aviones aún no identificados bombardearon la ciudad de Kassa (actual Košice, en Eslovaquia), por aquel entonces parte de Hungría. Este ataque sirvió de pretexto para que el gobierno de Hungría declarara la guerra a la Unión Soviética al día siguiente, 27 de junio.

## Autoría del bombardeo
El 26 de junio de 1941, cuatro días después de que Alemania atacara a la Unión Soviética como parte de la Operación Barbarroja y violando el tratado de no agresión de Mólotov-Ribbentrop firmado entre ambas naciones, tres aviones no identificados bombardearon la ciudad, matando e hiriendo a más de una docena de personas y causando daños materiales menores en numerosos edificios alcanzados, entre ellos la oficina local de correos y telégrafos.
Horas después del ataque, el gabinete húngaro «aprobó una resolución pidiendo la declaración de la existencia de un estado de guerra entre Hungría y la URSS». Los investigadores militares locales en ese momento creían que los atacantes eran soviéticos, pero nunca se ha determinado la verdadera identidad del país atacante. La explicación oficial preferida por los historiadores soviéticos fue la idea de un ataque fingido de Alemania para provocar que Hungría declarara la guerra a la Unión Soviética, empleando aviones soviéticos capturados en aeródromos conquistados. Otra posibilidad es que los bombarderos soviéticos confundieron Kassa con una ciudad cercana en la Primera República Eslovaca, que ya estaba en guerra con la Unión Soviética. El capitán Ádám Krúdy, comandante del aeródromo militar de Kassa, identificó a los atacantes como bombarderos alemanes Heinkel He 111 en su informe oficial, pero se le ordenó guardar silencio al respecto.
Un inconveniente que echa por tierra la teoría de la conspiración alemana fue el hecho de que los aviones alemanes no tenían portabombas capaces de contener bombas soviéticas. Según Dreisziger, «parece que las bombas lanzadas sobre Kassa eran bombas de 100 kg, mientras que el stock estándar de la Luftwaffe eran bombas de 50 y 250 kg». Durante los juicios de Núremberg, la URSS presentó una declaración supuestamente tomada de Mayor general húngaro István Újszászy. Según el testimonio, «el "complot" de Kassa fue tramado por oficiales alemanes y húngaros y llevado a cabo por "aviones alemanes con marcas rusas"». Esta teoría se dedujo porque descubrió que, después de los atentados de Kassa, ciertos oficiales se comportaron de manera sospechosa, sin motivo aparente.
En sus memorias, el almirante Miklós Horthy, jefe de Estado de Hungría en el período de entreguerras, afirmó que la entrada de Hungría en la Segunda Guerra Mundial había sido provocada por el bombardeo "escenificado" de Kassa llevado a cabo por pilotos alemanes. También acusó al general Henrik Werth, jefe del Estado Mayor húngaro, de formar parte de la conspiración.
En 1942, se hizo un informe de que un oficial húngaro, alojado en una casa en una ciudad de la Unión Soviética ocupada, se enteró de que un ocupante anterior de su habitación había sido Andrej Andele, un piloto de origen checo de la Fuerza Aérea Soviética, quien había admitido abiertamente su participación en el ataque de Kassa. Esta teoría también fue descartada debido al hecho de que los aviones que bombardearon Kassa eran monoplanos bimotores y la Fuerza Aérea Soviética no tenía este tipo de aviones, sino biplanos. A partir de estos conocimientos, el tipo de aeronave utilizada en este ataque solo podía ser atribuida a los alemanes. Sin embargo, otro factor para atribuir la autoría de los hechos es referente al momento de los ataques: según los informes, la parte más occidental de Kassa fue atacada poco después de la 1 p. m. Según las pruebas presentadas por los soviéticos en Núremberg, la parte más oriental de la ciudad fue asaltada alrededor de las 12:30 horas. Esta evidencia demostró que el ataque provino del este, de la Unión Soviética, en lugar de Eslovaquia.
La explicación más plausible para el bombardeo fue que Kassa fue atacada accidentalmente por bombarderos soviéticos que intentaban bombardear Prešov, luego de la declaración de guerra de Eslovaquia contra la URSS.